# ZAZ 966
De ZAZ 966 of Zaporozjets is een automodel dat tussen 1967 en 1994 door de Sovjet-Russische (later Oekraïense) autofabrikant Zaporozjski avtomobilny zavod gebouwd is.

## Geschiedenis
In 1967 verscheen de 966 als opvolger van de ZAZ 965. De auto had een modernere coach-pontoncarrosserie naar NSU-voorbeeld gekregen. Als aandrijfbron werd aanvankelijk alleen de tot dan toe gebruikte, deels aluminium V4-motor van 0,9 liter gebruikt. Vanaf 1968 stond ook een robuuste 1,2 liter ter beschikking, waarmee vanaf dat moment het grootste deel van de ZAZ-modellen werd uitgerust. De auto had onafhankelijke wielophanging en door een gewijzigde achterasconstructie was de wegligging verbeterd.
De 966 had net als zijn voorganger een reeks bijzonderheden. Hooggewaardeerd werden steeds weer de voorbeeldige vering en demping, die de auto voorbestemde voor gebruik in landelijke gebieden. De grote trekkracht van de robuuste motor liet schakellui rijden toe maar maakte hem niet tot een sprinter. Bedenkelijk was het overhellen van de carrosserie van de hoog op de wielen staande auto in snel genomen bochten, waarbij ook de achterkant snel uitbrak. Omdat de versnellingspook niet direct in de versnellingsbak maar via een lange schakelas werkte, waren lange schakelwegen nodig.
Het interieur was behoorlijk Spartaans, het dashboard achter het zeer recht staande stuur was niet bekleed, de achterbankleuning kon niet meer omgeklapt worden zodat de achterste kofferruimte verviel. Bij gesloten deuren trad een automatische vergrendeling in werking: de voorstoelen konden dan niet meer omgeklapt worden. Voor bovengemiddeld goede verwarming zorgde een los van de motor werkende benzinekachel, die wel veel verbruikte. In de bagageruimte voorin waren ook reservewiel, accu, benzinekachel en stuurinrichting ondergebracht. Aan de buitenkant vielen de decoratieve grille, de dubbele uitlaat en de gigantische zijdelingse luchtsleuven en de direct onder de achterruit geplaatste tankopening op. Latere modificaties van de 966 (tot aan de 968 M) betroffen bijna alle tekortkomingen van deze eerste versie.

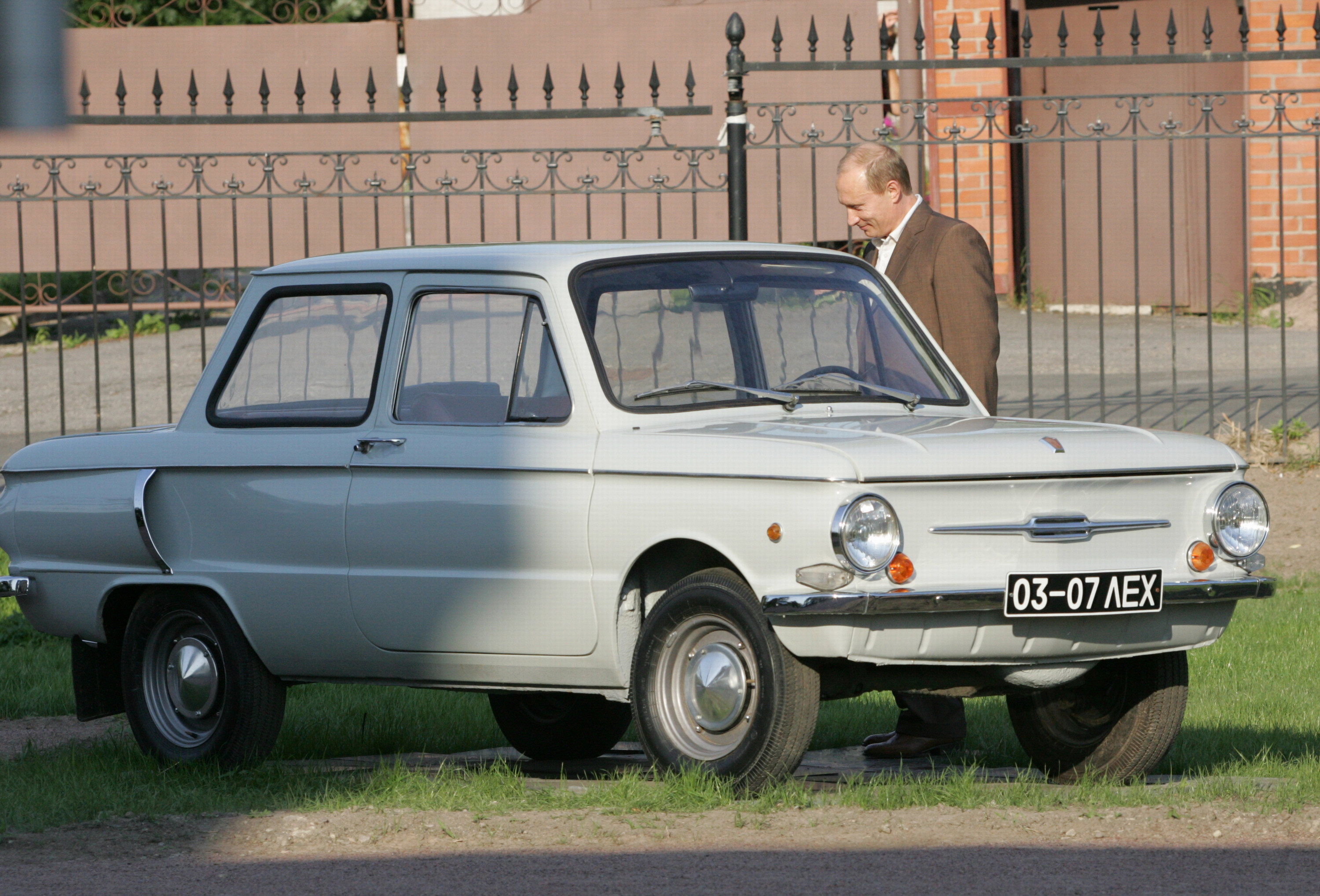
Vladimir Poetin met zijn ZAZ 968

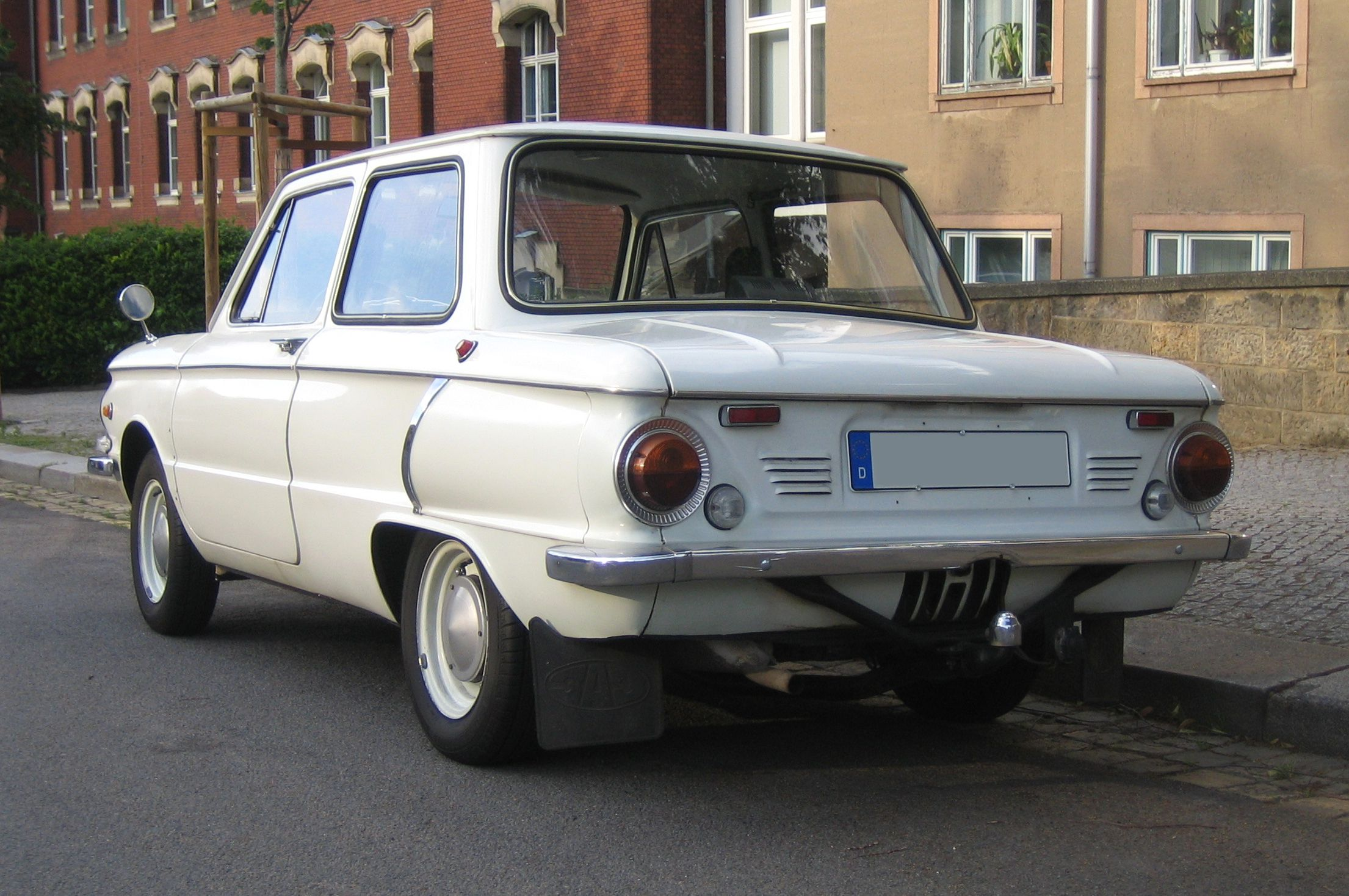
ZAZ 968A

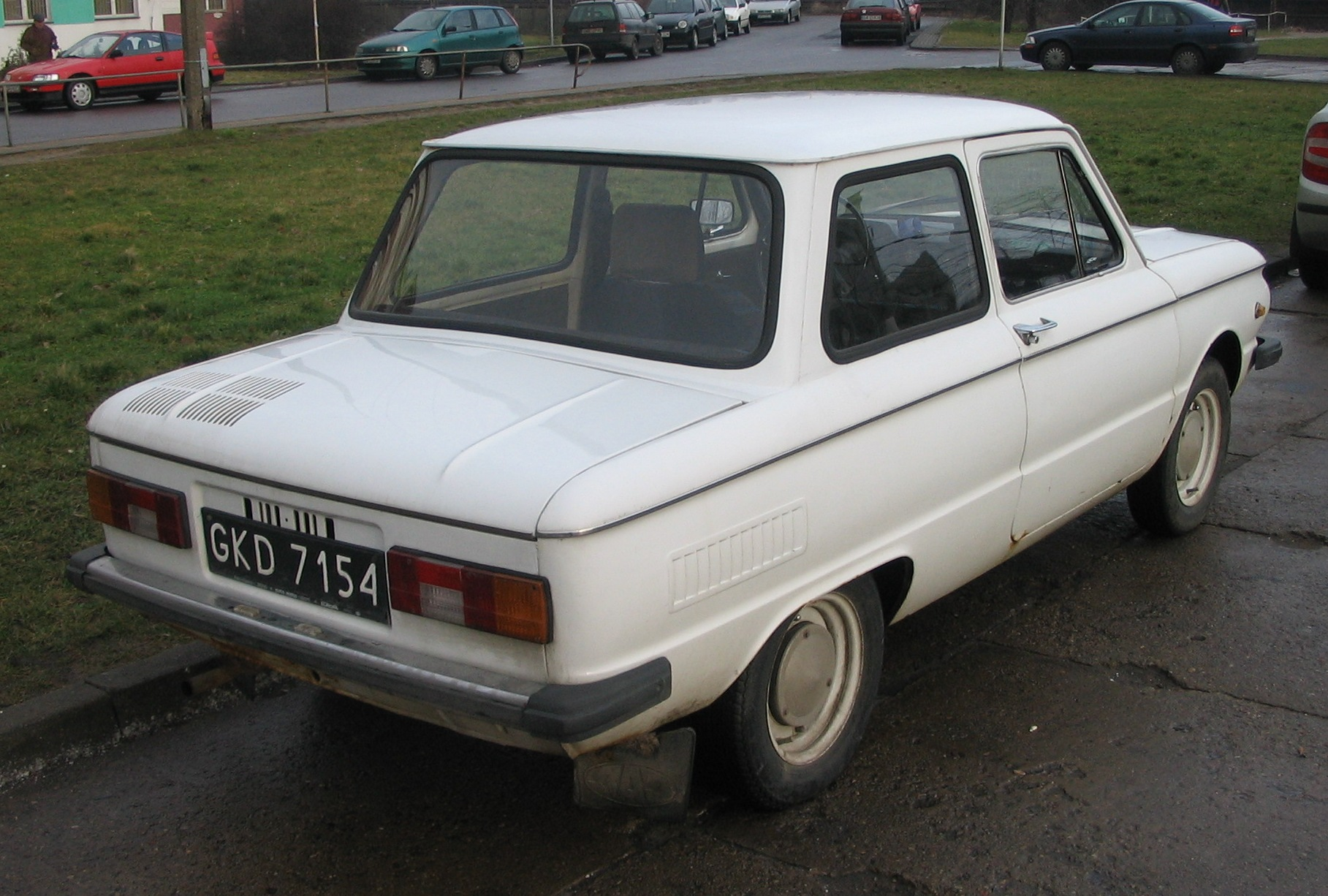
ZAZ 968M

De modelaanduiding van de eerste modificatie (bijvoorbeeld nieuw dashboard, strakker uiterlijk) luidde vanaf 1972 ZAZ 968. Vanaf dat moment tot medio jaren '70 steeg de productie bij ZAZ met ongeveer 60 procent, hoofdzakelijk dankzij een nieuwe lopende band voor de carrosserieproductie (capaciteit 150.000 carrosserieën per jaar) en een 16,5 km lange transportband om verschillende afdelingen met de hoofdmontage te verbinden.
Met licht gemodificeerde uiterlijke vormgeving en nogmaals gemoderniseerd interieur werd in 1973 de ZAZ 968A gepresenteerd, op ongeveer 40 details afwijkend van het bestaande model. Hij beschikte over een onderhoudsvrije vooras en een gedeeld remsysteem met schijfremmen voor. Delen van de binnenuitrusting (constructie van de voorstoelen, armleuningen) en banden kwamen overeen met onderdelen uit de Lada-productie. De jaarproductie, die begin jaren '70 tot 150.000 stuks was gestegen, bereikte in 1977 165.000 stuks, begin 1983 waren reeds meer dan 2 miljoen ZAZ-auto's van de band gerold.
De laatste uitvoering van de kleine auto heette ZAZ 968M. Deze werd bijna uitsluitend voor de binnenlandse markt gebouwd. Nieuw waren de gladdere carrosserie zonder luchtinlaten opzij, meer bagageruimte voorin door het naar achteren verplaatste reservewiel en het gebruik van meer onderdelen van AZLK en VAZ.
Vanaf 1986 begon de serieproductie van de opvolger ZAZ 1102 Tavria, een geheel andere auto met voorwielaandrijving en waterkoeling. Op 30 juni 1994 werd de productie van ZAZ 968 M stopgezet. Van 1960 tot 1994 hebben in totaal 3.422.444 auto's met luchtgekoelde, achterin geplaatste motor van de motorenfabriek Melitopol (MeMZ) de autofabriek in Zaporozje verlaten.

## Export

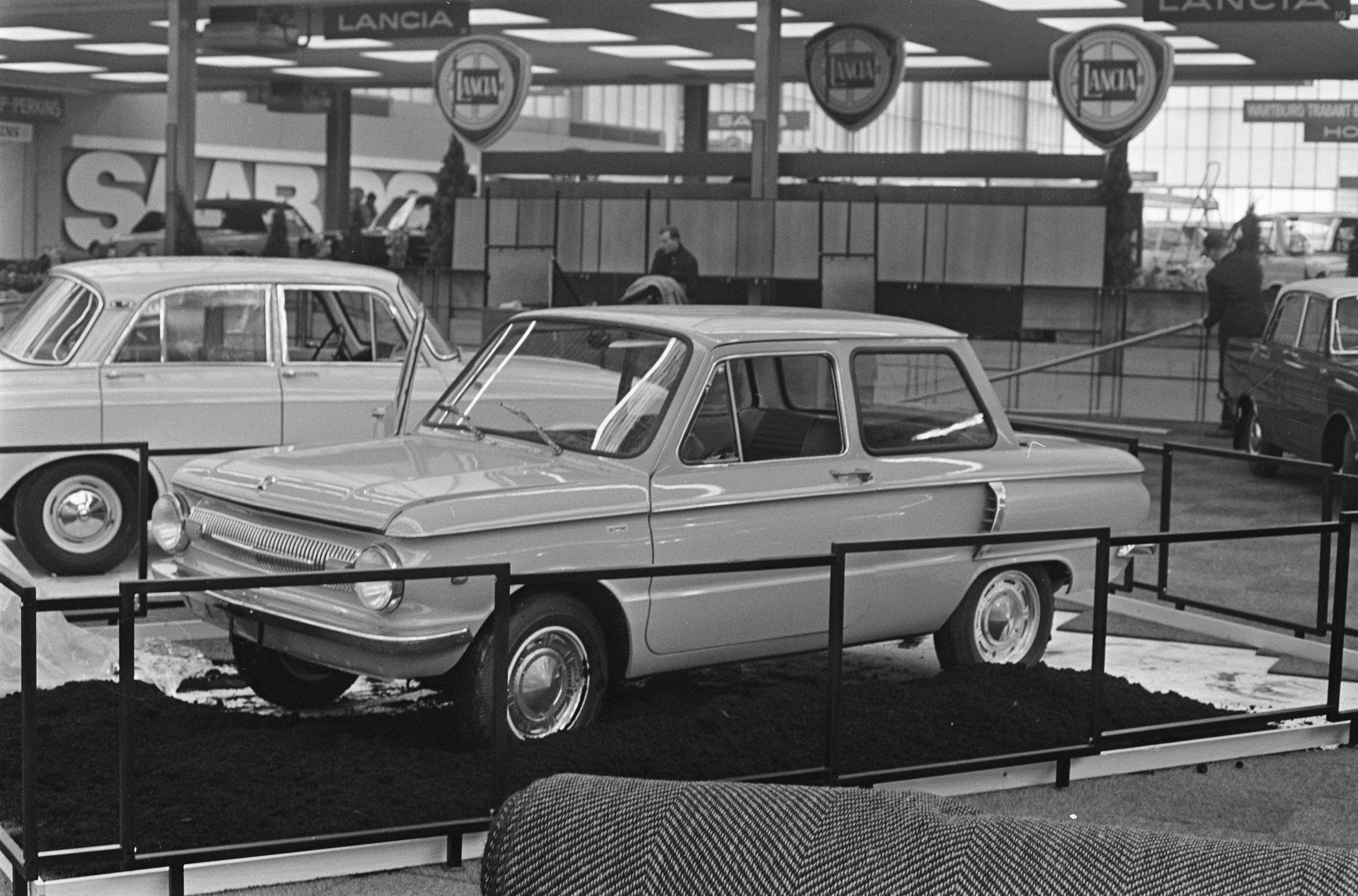
ZAZ 1200-V4 op de 58e AutoRAI 1969

Hoewel vooral bedoeld voor de binnenlandse markt werd de Zaporozjets ook geëxporteerd, hoofdzakelijk naar Comeconlanden. Door het technisch verouderde concept, opvallende uiterlijk, de bijzondere rijeigenschappen en matige afwerking werd - ondanks het gebrek aan auto's - de spot gedreven met de Zaporozjets. Daarentegen was de prijs laag en de wachttijden duidelijk korter dan de qua formaat vergelijkbare Trabant 601.
Naast de Comeconlanden werd dit model ook naar Westerse landen geëxporteerd. In de vroege jaren '70 werd de auto geëxporteerd naar meer dan 20 landen, waaronder Engeland, Duitsland en Frankrijk. Speciale versies met de aanduidingen ZAZ 968E en ZAZ 968GE werden voorbereid voor exportmarkten.
Een prototype genaamd Yalta 1000 werd getoond op het Autosalon van Brussel in 1968. In het tijdschrift Autocar van 4 juli 1968 werd geschreven dat deze “Yalta identiek is om te zien en dezelfde algemene lay-out heeft [als massaproductieversies] behalve verschillen in interieurafwerking, maar wordt aangedreven door een 986 cc door Renault gebouwde motor." De Renault-motor was in de motorruimte achter in de auto geplaatst en dreef de achterwielen aan met de standaard assen. Opvallend is dat het een vloeistofgekoelde motor was, terwijl alle seriegeproduceerde Zaporozjets waren uitgerust met luchtgekoelde motoren.
Een artikel uit 1968 in het tijdschrift The Engineer meldde dat Scaldia-Volga SA een soort overeenkomst had met Renault in België (vermoedelijk Renault Vilvoorde) om R8-motoren te leveren. De productie van de Yalta 1000 was gepland in een nieuwe fabriek in België maar ging nooit van start, er werd slechts één exemplaar gemaakt. Redenen waarom Scaldia-Volga de Yalta 1000 niet in productie nam, werden nooit gepubliceerd.
In Nederland werd de ZAZ 966 op de AutoRAI van 1969 in Amsterdam gepresenteerd als ZAZ 1200-V4. Het uiterlijk werd als redelijk aantrekkelijk beoordeeld maar door de tegenvallende kwaliteit was het verblijf op de Nederlandse markt kortstondig.